# 和歌山運輸支局
和歌山運輸支局（わかやまうんゆしきょく）は国土交通省の地方支分部局である運輸支局のひとつ。近畿運輸局管内。本局の他、海事関係の出先機関を有する。

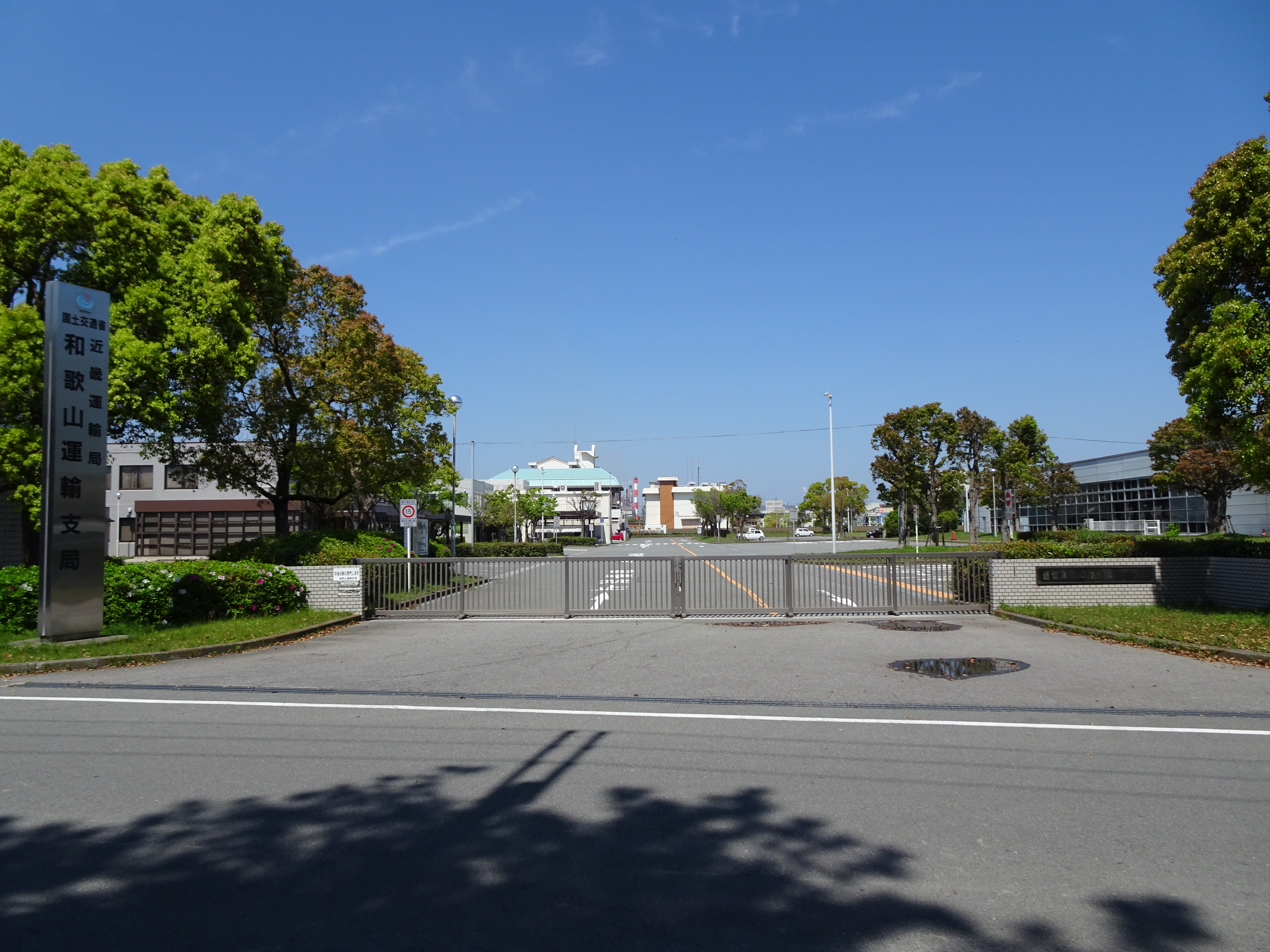
和歌山運輸支局

## 所在地
- 和歌山県和歌山市湊1106-4
  - 南海和歌山港線 和歌山港駅から徒歩10分。
  - JR和歌山駅、南海和歌山市駅から和歌山バスに乗車し「運輸支局前」で下車。

勝浦海事事務所
- 和歌山県東牟婁郡那智勝浦町大字築地8-5-5
  - 紀伊勝浦駅から徒歩7分。

## 管轄区域
陸運部門
- 和歌山運輸支局 - 和歌山県全域。
  - ここで交付されるナンバープレートは「和歌山」ナンバーになる。
  - 1988年以前に交付されていたナンバープレートは｢和｣ナンバーであった。

海事部門
- 和歌山運輸支局 - 勝浦海事事務所管内以外の和歌山県全域
- 勝浦海事事務所 - 新宮市、東牟婁郡、西牟婁郡すさみ町